# Andrea Cossu
Andrea Cossu (Cagliari, 3 de mayo de 1980) es un exfutbolista italiano que jugaba en el papel de centrocampista ofensivo. Es bien conocido por sus capacidades de asistencias y regate.

## Carrera en el club
Cossu hizo su debut profesional en 1996 con Cerdeña Olbia. En 1997 se incorporó a Verona, donde pasó los primeros dos años como miembro del equipo juvenil sub-19. En enero de 1999 fue cedido al equipo Lumezzane de la Serie C1; el movimiento de préstamo fue luego repetido por dos años más, en enero de 2000 y noviembre de 2000. En enero de 2002 fue cedido por cuarta vez, esta vez a Sassari Torres, y finalmente hizo su debut con la camiseta del Verona durante la temporada 2002 -03 en la liga Serie B.
En 2005 abandonó Verona para unirse a Cagliari, donde tuvo la oportunidad de hacer su debut en Serie A, donde hizo 22 apariciones, sobre todo como un sustituto y sin marcar goles. Regresó a Verona en 31 de agosto de 2006, esta vez con poco éxito y fue trasladado nuevamente a Cagliari el 29 de enero de 2008 en el servicio de traslado gratuito. En su segunda etapa en el Cagliari, Cossu debido a sus actuaciones se levantó rápidamente y se convirtió en uno de los protagonistas del equipo en una recordada escapada del descenso en la temporada 2007-08 con el entrenador Davide Ballardini, quien cambió el extremo entonces a un papel de mediapunta detrás de los delanteros jóvenes Alessandro Matri y Robert Acquafresca. También mantuvo un alto nivel de actuaciones durante las dos temporadas exitosas bajo nuevo jefe Massimiliano Allegri, a menudo siendo elegido como uno de los jugadores clave para Cagliari.

## Carrera internacional
El 28 de febrero de 2010 recibió su primera convocatoria para la selección italiana para un juego amistoso contra Camerún, convirtiéndose en el primer llamado de Cerdeña después de la leyenda local Gianfranco Zola. Cossu jugó, el 3 de marzo de 2010, como titular: el partido terminó en un empate 0-0.
Él estaba en la lista de los 28 preseleccionados de la Copa Mundial de la FIFA de 2010, pero no fue incluido en el equipo final de 23 el 1 de junio. Pero después de las lesiones de Mauro Camoranesi y Andrea Pirlo, fue nombrado como jugador de reserva 24 adicional y apareció en la alineación en el último partido amistoso antes del Copa del mundo, contra Suiza el 5 de junio.

## Clubes

### Carrera juvenil
| Club              | País | Periodo |
| ----------------- | ---- | ------- |
| Johannes Cagliari |      |         |

### Carrera profesional
| Club                    | País   | Periodo   | Partidos (goles) |
| ----------------------- | ------ | --------- | ---------------- |
| Olbia                   | Italia | 1996-1997 | 5 (0)            |
| Hellas Verona           | Italia | 1997-2005 | 91 (7)           |
| Lumezzane→(cesión)      | Italia | 1999      | 11 (1)           |
| Lumezzane→(cesión)      | Italia | 2000      | 9 (1)            |
| Lumezzane→(cesión)      | Italia | 2000-2001 | 21 (4)           |
| Sassari Torres→(cesión) | Italia | 2002      | 12 (1)           |
| Cagliari                | Italia | 2005-2006 | 22 (0)           |
| Hellas Verona           | Italia | 2006-2008 | 29 (0)           |
| Cagliari                | Italia | 2008-2015 | 224 (11)         |

## Selección nacional
| Selección | País   | Periodo | Partidos (goles) |
| --------- | ------ | ------- | ---------------- |
| Italia    | Italia | 2010-   | 2 (0)            |